# NGC 2269
NGC 2269 (другое обозначение — OCL 524) — рассеянное звёздное скопление в созвездии Единорога. Открыто Уильямом Гершелем в 1784 году. Возраст скопления, по разным оценкам, составляет 260—460 миллионов лет, Be-звёзд в скоплении не обнаружено.
Этот объект входит в число перечисленных в оригинальной редакции «Нового общего каталога».
На фотографиях это овальная группа слабых звёзд с не очень большим диапазоном блеска, ориентированная в направлении с юго-юго-востока на северо-северо-запад и умеренно хорошо выделяющееся на фоне неба. При визуальном наблюдении в любительский телескоп NGC 2269 видно как разреженное, вытянутое, но достаточно заметное скопление звёзд, хорошо отделённое от фона неба и полностью разрешаемое при большом увеличении. Около десятка звёзд находится в вытянутом ряду, а еще полдюжины звёзд располагаются по обе стороны ряда на востоке и западе. Самые тусклые члены скопления близки к порогу видимости.
Расстояние до NGC 2269 составляет около 4700 световых лет. По другим, более поздним источникам, тригонометрический параллакс скопления составляет 0,438(9) угловой миллисекунды, что соответствует расстоянию 2,28(5) кпк.